# 即応部隊救護業務集団
即応部隊救護業務集団「オストフリースラント」（そくおうぶたいきゅうごぶたいしゅうだん、ドイツ語：Kommando Schnelle Einsatzkräfte Sanitätsdienst、"Ostfriesland"、略称：Kdo SES）は、救護業務軍救護指揮司令部隷下の集団（師団級コマンド）。

## 編制
- SES集団司令部 
  - 第1中隊（SES司令部中隊）
- 初動部隊指揮範囲(KdoBer IEF)　在レーア 
  - 第2IEF中隊（補給支援中隊）
  - 第3IEF中隊（航空救助活動指揮単位）
  - 第4IEF中隊（航空救助活動指揮単位、簡易）
  - 第5IEF中隊（負傷兵輸送用ヘリ第1段階担当）
- 後続部隊指揮範囲(KdoBer FOF)　在シュヴァネヴェーデ 
  - 第6FOF中隊（救助活動指揮単位）
  - 第7FOF中隊（救助活動指揮単位、簡易）
  - 第8FOF中隊（負傷兵輸送用ヘリ第2段階担当）
  - 第9FOF中隊（衛生教育中隊）
  - 第10FOF中隊（補給支援中隊）

## 歴代司令官
| 代 | 氏名                                                 | 着任 | 離任 |
| -- | ---------------------------------------------------- | ---- | ---- |
|    | シュテファン・シェップス陸軍軍医中将 Stephan Schoeps |      |      |